# Royal President
Vista parcial do edifício
Royal President é um edifício localizado na cidade de Cuiabá, no Centro-oeste do Brasil. Concluído em 2020, o edifício é o 2° mais alto do estado de Mato Grosso, possui 34 andares e uma altura de 151 metros. Localizado em um dos bairros nobres de Cuiabá, e ao lado do IFMT, é o edifício mais alto do bairro dando um charme ainda maior para o empreendimento.